# Léo Holmgren
Léo Holmgren, född 1904 i Paris och död i Stockholm 1989, var skulptör, medaljkonstnär och myntgravör.

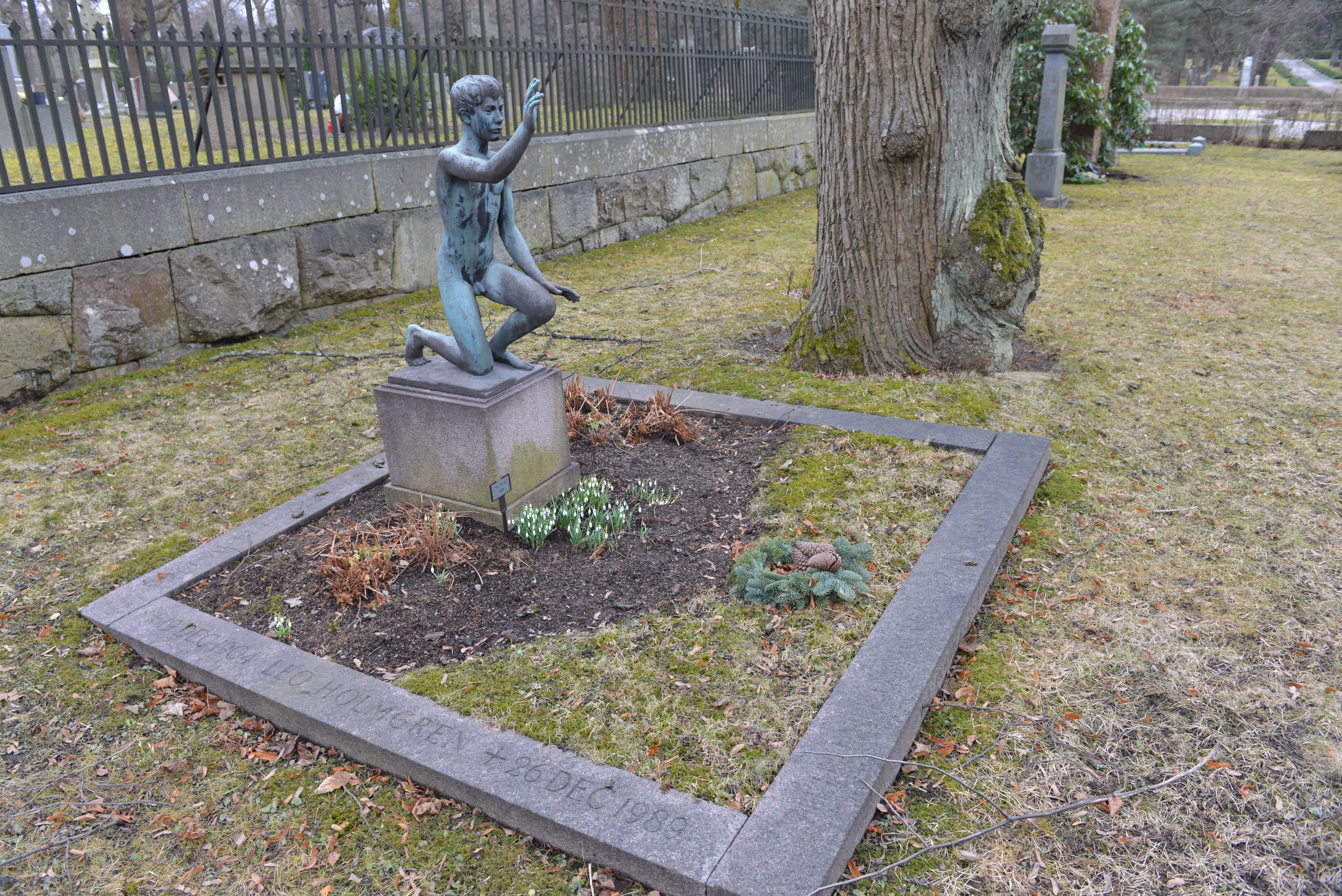
Gravvård Norra begravningsplatsen

Léo Holmgren var son till den svenske porträtt- och landskapsmålaren Wilhelm Holmgren och hans franska hustru Marie Jeanne Ferrand. 1914 flyttade familjen till Sverige. Holmgrens intresse för skulptur- och medaljkonst ledde honom först till studier vid Tekniska skolan mellan 1923 och 1924. Skolan hade under den perioden inriktningen åt den realistiska traditionen. Hans studier fortsatte därefter på Konsthögskolan mellan åren 1925 och 1930. Där han studerade för, bland andra, Carl Milles och Erik Lindberg.
Under studietiden gjorde han ett studieuppehåll 1927 för att tjänstgöra vid det franska myntverket, La Monnaie, i Paris. Den kontakten skulle många år senare, på 1950-talet, ge honom tillfälle att formge ett förslag till nytt grekiskt 1000 drachmermynt. Det blev emellertid inte hans förslag utan ett annat som gick i produktion. År 1938 började han arbeta vid Kungl.  Mynt- och justeringsverket och 1944 efterträdde han Erik Lindberg i tjänsten som chefsgravör. Under sin tid där formgav han bland annat flera jubileumsmynt och Gustaf VI Adolfs 5-kronorsmynt från 1972.
Efter pensioneringen 1974 fortsatte han sitt konstnärliga arbete bland annat för Sporrong. För dem utförde han belönings- och jubileumsmedaljer, den stora kungaserien 1976 och modellerna till Bernadotternas drottningar med mera.
Holmgrens medaljkonst karaktäriseras av en intim realism och en mjuk modellering med fin komposition som bottnade i den franska medaljimpressionismen.(3) Han deltog i många utställningar både i Sverige och utomlands och vann flera priser. Beställarna av hans verk var såväl privatpersoner som föreningar, företag och statliga verk. Holmgren är representerad vid bland annat Kalmar Konstmuseum och Nationalmuseum, Stockholm i Stockholm.